# Théodore Grandperret
Michel Étienne Anthelme Théodore Grandperret, född den 25 januari 1818 i Caluire, död den 7 januari 1890 i Paris, var en fransk jurist.
Grandperret blev 1861 generalprokurator i Orléans och 1867 i Paris samt fick i denna egenskap uppträda i åtskilliga märkliga mål, såsom troppmanska mordet (1869), riksrättsåtalen mot prins Pierre Bonaparte (1870) och mot de för sammansvärjning mot Napoleon III:s liv anklagade. Den 10 augusti 1870 ingick Grandperret som justitieminister i Palikaos ministär. Han drog sig efter fjärde-september-revolutionen tillbaka från det politiska livet, men blev 1877 livstidssenator. År 1878 understödde han de napoleonska arvingarnas fordran att av franska staten återbekomma åtskillig lösegendom.